# 俄羅斯入侵烏克蘭期間的防線
在烏克蘭武裝部隊在哈爾科夫州、頓涅茨克州、盧甘斯克州和赫爾松州成功反擊俄羅斯的入侵之後，俄羅斯聯邦武裝力量和俄羅斯私人軍事服務公司在2022年下半年，於烏克蘭戰區前線和俄羅斯邊境附近修築防線。起初，沒有一條單一的防線：在頓涅茨克州和盧甘斯克州，私人軍事服務公司瓦格納集團修建「瓦格納防線」或「普里戈任防線」，在赫爾松州第聶伯河左岸，正規軍修建「蘇羅維金防線」，而在別爾哥羅德州和庫爾斯克州，當地州政府也建立自己的防線。到了2023年5月，俄軍在別爾哥羅德州自烏克蘭邊界到克里米亞地峽建立一道防線。大部分的防線是在俄軍從赫爾松撤退之後建造的。在俄軍防禦最嚴密的地區，如扎波羅熱州和克里米亞地峽，防線共由三個部份組成。
俄羅斯的防線在別爾哥羅德州、庫爾斯克州和布良斯克州沿著烏克蘭國界延伸。自從2022年秋天，俄羅斯在烏克蘭北方邊境修築大量的防線和防禦建築。雖然俄羅斯僅在別爾哥羅德州就花費至少100億盧布來建造龐大的防禦工事，俄羅斯還是無法完全阻止親烏克蘭的勢力滲入，他們屢屢在俄羅斯境內成功發動襲擊。

## 防線列表

### 瓦格納防線
2022年9月，在巴赫穆特作戰的瓦格納集團於編隊後方修建「瓦格納防線」，這一消息由瓦格納集團首腦葉夫根尼·普里戈任旗下機構聯邦通訊社發佈。跟普里戈任旗下機構有關的Telegram頻道表示，修築防線是瓦格納集團自己的決定，而不是俄羅斯軍方的主意。他們使用從俄軍倉庫拿出快速挖溝機BMT-3，還找俄羅斯的私人公司參與建築防線。
2022年10月，瓦格納集團在希爾斯凱市區附近修建大約1.6公里的防線，由2至4排的龍齒和戰壕組成。俄羅斯媒體報導，他們原本打算修一條217公里長的防線，從盧甘斯克州以東的俄羅斯國界開始，沿著北頓涅茨河向西北一直到克雷明納，然後再往南伸延到斯維特洛達爾斯克，這條防線大概跟2015年的分界線一樣。然而，在2022年10月，剩下215公里的防線就沒有再進行修建。烏克蘭軍事專家奧列格·日丹諾夫推測，防禦邊界的建設由於降雨而停滯，而且天氣可能已經使已經挖掘的戰壕變得不堪使用。

### 蘇羅維金防線
2022年11月底，俄羅斯媒體出現有關所謂「蘇羅維金防線」的報導，即在第聶伯河左岸的防線，俄軍在烏軍解放赫爾松之後撤退到這裡。據報導指，此防線是為了保護仍被俄羅斯佔領的俄佔赫爾松和俄佔克里米亞。不過，根據公開的情報資料，這條防線修在很遠的後方，離前線有60公里遠。
這一段的防線共有4道，總共有120公里長，主要是戰壕和軍車陣地。在難以挖戰壕的地方，比如卡霍夫卡和新卡霍夫卡市中心，他們用了預製的混凝土「掩體」。防線還有地雷和自然的障礙物，像是赫爾松州的第聶伯河和運河。從開源情報可以看出，俄羅斯的防線旨在從陸地和海上對俄佔赫爾松進行全面防禦。
頓巴斯戰爭積極參與者，前頓涅茨克人民共和國國防部長伊戈爾·斯特列爾科夫對俄軍選擇持久陣地戰戰略和建立「蘇羅維金防線」持負面評價。他稱防線為「法貝熱防線」，表示由於修建成本極高，在軍隊「靠慣性」作戰、不了解長期規劃的情況下，防線幾乎沒有什麼用處。此外，只有部署約3.6萬名士兵時，防線才會有效。
根據英國國防部的數據，到2022年1月，從斯瓦托韋到俄羅斯國界，已經建造大約60公里的戰壕和戰車陣地，評論員也把它們算作「蘇羅維金防線」的一部分。在斯瓦托韋附近的防線上，他們打算部署俄羅斯近衛坦克第1集團軍。

#### 2023年烏克蘭反攻
2023年8月底，烏軍經過激烈的戰鬥，收復「蘇羅維金防線」外面的羅博蒂內村。2023年9月21日，烏軍的裝甲車首次越過「蘇羅維金防線」。

### 布良斯克州、庫爾斯克州和別爾哥羅德州
普里戈任一再聲稱俄羅斯的邊境地區缺乏保護，無法抵禦烏軍的進攻。他旗下的Telegram頻道也宣揚這一主張。然而，一些獨立的軍事專家對烏克蘭是否會侵略俄羅斯領土表示懷疑。獨立智庫戰爭研究所推測，普里戈任是想通過他在俄羅斯各地的防線來獲得俄羅斯總統弗拉基米爾·普京的認可，以應對一個並不存在的威脅。在美軍智庫蘭德公司的報告中，沿著漫長的俄羅斯—烏克蘭陸地邊界修建防線也被認為是沒有軍事意義，但他們注意到了這些防線的象徵作用——向俄羅斯與烏克蘭接壤的地區的人民表達關心。不過，仍有一些村莊「孤立在前線」。
2022年10月下旬，普里戈任在烏克蘭東部修建「瓦格納防線」的消息傳開後，他宣佈要在別爾哥羅德州修建一道防線，並建立領土防衛訓練中心。瓦格納集團的首腦想要勸誘當地的企業把員工送去參加軍事訓練和服役，但這項提議並未得到預期的回應。而且普里戈任還打算用當地的預算來修建價值幾十億盧布的防線，這令他和別爾哥羅德州州長維亞切斯拉夫·格拉德科夫發生衝突，導致計劃被擱置。《共和國》的消息來源表示，該州的領導層表明他們不想在別爾哥羅德州看到普里戈任的瓦格納集團，認為普里戈任只是在發戰爭財。
而格拉德科夫宣佈要在該州修建防線和訓練民兵的同時，不讓普里戈任的公司參與其中。州長把這些防線稱為「阿巴蒂斯防線」，並把它們和10至17世紀用來保護俄羅斯南方免遭克里米亞韃靼人和諾蓋人劫掠的防禦工程系統相提並論。軍事和國防工業的專家帕維爾·盧津認為，當地政府不想和普里戈任合作可能是因為私心，因為修建防線的工程是由當地水泥和鋼筋混凝土廠承包，這些廠商通常和地方官員私相授受。
庫爾斯克州政府並沒有和瓦格納集團合作，而是在俄羅斯國防部和邊防部隊的幫助下修建自己的防線，並宣佈要組建「愛國者」民兵隊。
2023年2月，布良斯克州政府報告在與烏克蘭邊境上設立防線據點的進展。統一俄羅斯總委員會秘書安德烈·圖爾查克宣稱：「毫不誇張地說，布良斯克州的做法是很先進的。他們在很短的時間內把邊境弄得牢不可破——連老鼠都別想進來。」

### 克里米亞
在俄佔克里米亞，俄軍在海灘上挖了幾十公里長的戰壕，以防敵人登陸。他們在梅德韋傑夫卡、維蒂諾等地區和半島的其他地方修建了防線。除了戰壕，他們還在黑海海岸架設了龍齒、挖戰壕，並部署了火炮。彼列科普地峽的防線也被大大加固。另外，早在2022年11月，其就在與赫爾松州接壤的邊界上建造防線。

### 白俄羅斯
2023年春季，衛星拍攝到白俄羅斯戈梅利州的一個防禦區的照片，這個防禦區以白俄羅斯國防部長維克托·赫列寧的名字命名為「赫列寧防線」。

## 效果
俄羅斯所建的反坦克防禦工事使敵人不得不改變攻擊方向，而牢固的防線減少防守所需的人員和裝備。「瓦格納防線」建在北頓涅茨河的後方，這提高了它的防禦能力，因為進攻的部隊要想過河，就要面對一個艱難的挑戰。不過，防線的實際效果還要看很多因素，比如防線的層次、火炮的配置、地雷的佈置等等。
「瓦格納防線」的成本雖然不高，但它也有一些問題，讓人質疑它的作用。一部分「瓦格納防線」沒有遵循建造龍齒的基本規範。例如龍齒沒有錯開排列，也沒有深埋在地下（或者固定在深入地面的混凝土地基），這讓坦克更容易便通過它們。防線也沒有掩飾：它們無遮無擋，暴露在空曠的地區，易受到火炮和大口徑坦克炮的打擊，而且其經常被媒體曝光，因此不會讓烏軍措手不及，這些要素都減弱它們的防禦效果。
俄軍在謝爾蓋·蘇羅維金大將督建防禦工事之前，其防線不堪一擊，可以被工兵或瞄準的火力炸掉，也可以被坦克推倒。烏克蘭有專門的軍用拆除車來清除這些防線，媒體報導說，在解放赫爾松的行動中，他們從俄軍搶走這種裝備。此前，德國答應給烏克蘭五輛Pionierpanzer 2A1 Dachsde軍用拆除車。二十世紀的戰爭經驗表明，進攻者可以輕易地繞過防線或在狹窄的地方以突破它們：比如，在哈爾科夫反攻中，烏軍從防線的北面打開了一條缺口，而那裡的俄軍少於其他的佔領地區。
英國國防部稱，「蘇羅維金防線」是他們見過的歷史上最龐大的防禦系統之一。它可能橫跨從克里米亞到頓巴斯的所有前線。據皇家聯合軍種研究所的消息，俄羅斯的防禦分為三層。第一層沿著接觸線設置，有步兵的戰鬥位置，有像「狐狸洞」那樣的戰壕。接著是幾層由反坦克壕溝（深4米，寬6米）、鐵絲網和龍齒構成的障礙物。這些障礙物的寬度從700米到一公里不等。它們加起來形成了一個深達5公里的全方位防禦區域。然後是第二層防線，由普通的戰壕和許多混凝土火力點組成。在它的後面是第三層防線，除了戰鬥位置外，還有隱蔽的後備隊和埋在地下的軍事設備的掩體。

## 另見
- 烏俄邊界圍欄